# Alicia ya no vive aquí
Alicia ya no vive aquí (en inglés Alice Doesn't Live Here Anymore) es una película estadounidense de 1974, escrita por Robert Getchell y dirigida por Martin Scorsese. Está protagonizada por Ellen Burstyn como una viuda que viaja con su hijo preadolescente por el suroeste de los Estados Unidos en busca de una vida mejor.
La película se estrenó en la 28.ª edición del Festival de Cannes, donde compitió por la Palma de Oro, y fue estrenada en cines el 9 de diciembre de 1974 por Warner Bros. La película fue un éxito crítico y comercial, recaudando 21 millones de dólares con un presupuesto de 1,8 millones. En la 47.ª ceremonia de los Premios Óscar, Burstyn ganó como mejor actriz, mientras que Diane Ladd y Getchell recibieron nominaciones a mejor actriz de reparto y mejor guion original, respectivamente.

## Argumento
La historia comienza en Socorro, Nuevo México, donde Alice Hyatt, un ama de casa, vive con su marido, Donald, y su hijo Tommy, de 12 años. La relación de Donald con su mujer parece estar en una situación muy difícil para la convivencia, ya que ambos discuten y tienen diferencias constantemente. Las cosas cambian cuando Alice recibe una llamada telefónica y le comunican que su marido ha muerto en un accidente. Su preocupación por falta de dinero comienza a ser cada vez mayor, y decide ir con su hijo hacia Monterrey, California, para poder buscar un trabajo. 
Su situación económica los lleva a tomar alojamiento en Phoenix, Arizona, donde Alice encuentra trabajo como cantante y pianista en un bar de mala apariencia. Allí conoce a un hombre, Ben, mucho más joven que ella y aparentemente disponible, quien se siente atraído por ella y consigue tener una cita. Luego, Alice recibe una visita inesperada. Se trata de Rita, la esposa de Ben, quien sabe que su marido ha faltado varias veces a su trabajo por ir a citas con ella. Ben llega al apartamento de Alice y reacciona violentamente. Este golpea a su esposa y amenaza a Alice con romperle la mandíbula. Alice toma la decisión de abandonar el apartamento e irse a otra ciudad para no tener más problemas. Alice y Tommy se dirigen a Tucson, Arizona, y se alojan en un motel barato. Más tarde, decide ir a buscar trabajo nuevamente para mantener a su hijo y poder ocuparse también de ella misma. Al regresar, esta le comenta a su hijo que consiguió trabajo como camarera en una especie de cafetería o restaurante. Alice no está a gusto con su nuevo empleo, pero le dice a Tommy que muy pronto llegarán a Monterrey y, mientras tanto, este puede ir a estudiar clases de guitarra en aquella ciudad.  
En el primer día de trabajo, Alice conoce a David, quien frecuenta el restaurante para la cena y tiene su primer disgusto con Florence, una de las camareras. Alice comienza una vida normal junto a su hijo, pero nota algo extraño en David, quien se ha comportado muy amablemente con Tommy. David se da cuenta de que la única forma de poder conquistar el corazón de Alice es a través de Tommy.

## Reparto
- Ellen Burstyn como Alice Hyatt, una mujer de 35 años que trabajó como cantante.
  - Mia Bendixsen como Alice a los ocho años
- Alfred Lutter como Tommy, el hijo  de 11 años de Alice.
- Kris Kristofferson como David, un cliente habitual del restaurante donde trabaja Alice.
- Billy Green Bush como Donald, conductor de camión y marido de Alice.
- Diane Ladd como Florence Jean Castleberry, camarera del restaurante donde trabaja Alice.
- Valerie Curtin como Vera, una tímida y torpe camarera.
- Lelia Goldoni como Bea, amiga y vecina de Alice.
- Carril Bradbury como Rita
- Vic Tayback como Mel, dueño del restaurante donde trabaja Alice
- Jodie Foster como Audrey, una chica poco femenina con tendencias delictivas.
- Harvey Keitel como Ben, un hombre de mal genio que ensambla municiones de armas para ganarse la vida.
- Murray Moston como Jacobs
- Harry Northup como el camarero del bar Joe & Jim.

## Curiosidades
- Alice se desarrolló a partir de la situación personal que Scorsese vivía por aquel entonces. En 1971 había roto su matrimonio con Laraine Brennan, y sentía cometer el mismo error con su actual pareja. Él mismo declaró: "(Alice es) una película sobre emociones, sentimientos, relaciones y personas confundidas. Algo muy personal en el caso de Ellen (Ellen Burstyn) y en el mío en esa época. Creíamos que teníamos que plasmarlo, mostrar la diferencia y representar a personas que cometían terribles errores, que arruinaban su vida cuando se daban cuenta de que intentaban dar marcha atrás y entonces todo se desmoronaba... Básicamente era como un psicoanálisis para todos nosotros. Fue una locura".
- Para rodar las secuencias de flashback al principio de la película, donde aparece Alice de joven en Monterey, se utilizaron los antiguos platós de Gowner Street. Fue el último filme rodado allí, donde Scorsese consiguió uno de los decorados de Ciudadano Kane. Sólo esta escena costó 85 000 dólares, casi el doble del presupuesto de Who's That Knocking at My Door (1969), su primera película.
- Esta película inspiró la telecomedia Alice, con guiones del hijo de Groucho Marx, Arthur Marx, y Robert Fisher.
- Gracias al pequeño papel que interpreta una joven Jodie Foster, Scorsese la escogería en 1976 para que realizara el papel de Iris en Taxi Driver.
- En el momento de su estreno, Alice continuaba el estudio que Scorsese había realizado sobre las relaciones entre hombres y mujeres, iniciado con Who's That Knocking at My Door (1969), continuado con Boxcar Bertha (1972) y Mean Streets (1973), y que encontraría su punto culminante en New York, New York (1977). Solo una película rompe este esquema contemplando el abismo de un hombre solitario: Taxi Driver (1976).

## Premios y nominaciones
La película ganó un Óscar a la mejor actriz principal (Ellen Burstyn) y obtuvo otras dos nominaciones, a la mejor actriz de reparto (Diane Ladd) y al mejor guion original. Estuvo asimismo dentro de la selección oficial del Festival de Cannes de 1975.
Premios Óscar
| Año  | Categoría               | Nominado/a      | Resultado |
| ---- | ----------------------- | --------------- | --------- |
| 1975 | Mejor actriz            | Ellen Burstyn   | Ganadora  |
| 1975 | Mejor actriz de reparto | Diane Ladd      | Nominada  |
| 1975 | Mejor guion original    | Robert Getchell | Nominado  |

Premios Globo de oro
| Año  | Categoría               | Nominado/a    | Resultado |
| ---- | ----------------------- | ------------- | --------- |
| 1975 | Mejor actriz            | Ellen Burstyn | Nominada  |
| 1975 | Mejor actriz de reparto | Diane Ladd    | Nominada  |

Premios BAFTA
| Año  | Categoría                                           | Nominado/a                                  | Resultado |
| ---- | --------------------------------------------------- | ------------------------------------------- | --------- |
| 1975 | Mejor actriz                                        | Ellen Burstyn                               | Ganadora  |
| 1975 | Mejor actriz de reparto                             | Diane Ladd                                  | Ganadora  |
| 1975 | Mejor actriz de reparto                             | Lelia Goldoni                               | Nominada  |
| 1975 | Mejor guion                                         | Robert Getchell                             | Ganador   |
| 1975 | Mejor dirección                                     | Martin Scorsese                             | Nominado  |
| 1975 | Recién llegado a papeles principales de la película | Alfred Lutter                               | Nominado  |
| 1975 | Mejor película                                      | Audrey Maas David Susskind Sandra Weintraub | Ganadores |